# Gatzara petrophila
Gatzara petrophila är en insektsart som beskrevs av Miller och Stange in Miller et al. 1999. Gatzara petrophila ingår i släktet Gatzara och familjen myrlejonsländor. Inga underarter finns listade i Catalogue of Life.